# Hinton Parva (Wiltshire)
Hinton Parva – wieś w Anglii, w hrabstwie ceremonialnym Wiltshire, w dystrykcie (unitary authority) Swindon. Leży 54 km na północ od miasta Salisbury i 107 km na zachód od Londynu.